# 稲葉陽子
稲葉 陽子（いなば ようこ、1979年4月27日-）はテレビ信州のアナウンサー。栃木県宇都宮市出身。日本大学工学部建築学科卒業。

## 略歴・人物
2002年、福島放送入社（同期は飯野雅人）。2005年、テレビ信州に移籍（同期は中村守、松井美幸）。
趣味はドライブ、温泉巡り。特技は側転、資格はスキューバダイビング免許。

## 現在の担当番組
- news every.（キャスター、2023年4月 - ）
- TSBニュース

## 過去の担当番組

### テレビ信州
- 杉本眞人おもいやりモーニング（2015年1月10日 - 2016年12月24日）
- 街まちウォッチ!
- マイチャン4時間生テレビ
- TSB NEWS 報道ゲンバ
- 奥様はホームドクター
- ゆうがたGet!
- 医師会だより

### 福島放送
- ふくしまスーパーJチャンネル
- TVイーハトーブ